# Clarkus papillatus
Clarkus papillatus är en rundmaskart. Clarkus papillatus ingår i släktet Clarkus, och familjen Mononchidae. Arten är reproducerande i Sverige.